# 1436 Salonta
1436 Salonta è un asteroide della fascia principale del diametro medio di circa 63 km. Scoperto nel 1936, presenta un'orbita caratterizzata da un semiasse maggiore pari a 3,1474370 au e da un'eccentricità di 0,0617978, inclinata di 13,88703° rispetto all'eclittica.
L'asteroide è dedicato all'omonima città rumena, luogo di nascita dello scopritore.